# اعتراض (بلاغة)
الاعتراض في البلاغة هي كلمة أو عبارة أو جملة توضيحية أو مؤهلة تُدرج في السياق. يمكن حذف الاعتراض ويبقى النص صحيح نحويًا. عادةً ما تُحدد الاعتراضات بين قوسين بواسطة الأقواس مستديرة أو مربعة أو شرطات أو فواصل.

## في العربية
قال ابن الأثير في كتابه المثل السائر: «كل كلام أُدخل فيه لفظ مفرد أو مركب أو سقط لبقي الأول على حاله» ومن الأمثلة عليه من القرآن الكريم: ﴿فَلَا أُقْسِمُ بِمَوَاقِعِ النُّجُومِ ۝٧٥ وَإِنَّهُ لَقَسَمٌ لَوْ تَعْلَمُونَ عَظِيمٌ ۝٧٦ إِنَّهُ لَقُرْآنٌ كَرِيمٌ ۝٧٧﴾ [الواقعة:75–77] فالآية الثانية اعتراض وفائدته تعظيم شأن المقسوم به.